# Jose Dalman
Jose Dalman (Ponot) ist eine philippinische Stadtgemeinde in der Provinz Zamboanga del Norte. Sie hat 28.881 Einwohner (Stand 2020).

## Baranggays
Jose Dalman ist politisch in 18 Baranggays unterteilt.
- Balatakan
- Bitoon
- Dinasan
- Ilihan
- Labakid
- Lipay
- Litalip
- Lopero
- Lumanping
- Madalag
- Manawan
- Marupay
- Poblacion (Ponot)
- Sigamok
- Siparok
- Tabon
- Tamarok
- Tamil